# Orrsjön (Jättendals socken, Hälsingland)
Orrsjön är en sjö i Nordanstigs kommun i Hälsingland och ingår i Harmångersåns huvudavrinningsområde. Sjön är 12 meter djup, har en yta på 2,02 kvadratkilometer och befinner sig 103 meter över havet.

## Delavrinningsområde
Orrsjön ingår i det delavrinningsområde (687877-157058) som SMHI kallar för Utloppet av Orrsjön. Medelhöjden är 123 meter över havet och ytan är 12,29 kvadratkilometer. Det finns inga avrinningsområden uppströms utan avrinningsområdet är högsta punkten. Vattendraget som avvattnar avrinningsområdet har biflödesordning 2, vilket innebär att vattnet flödar genom totalt 2 vattendrag innan det når havet efter 23 kilometer. Avrinningsområdet består mestadels av skog (70 procent). Avrinningsområdet har 2,01 kvadratkilometer vattenytor vilket ger det en sjöprocent på 16,3 procent.